# Barbados ai Giochi della XXXII Olimpiade
Le Barbados hanno partecipato ai Giochi della XXXII Olimpiade, che si sono svolti a Tokyo, Giappone, dal 23 luglio all'8 agosto 2021 (inizialmente previsti dal 24 luglio al 9 agosto 2020 ma posticipati per la pandemia di COVID-19) con otto atleti, quattro uomini e quattro donne.
Si è trattato della tredicesima partecipazione di questo paese ai Giochi estivi.

## Delegazione
| Sport            | Uomini | Donne | Totale |
| ---------------- | ------ | ----- | ------ |
| Atletica leggera | 3      | 3     | 6      |
| Nuoto            | 1      | 1     | 2      |
| Totale           | 4      | 4     | 8      |

## Atletica leggera
| Q | Qualificato al turno successivo per la posizione in qualificazione                                                           |
| q | Qualificato per il turno successivo per ripescaggio o, negli eventi su campo, conquistando la misura minima per qualificarsi |

Maschile
Eventi su pista e strada
| Atleta           | Evento         | Batteria  | Batteria  | Semifinale      | Semifinale      | Finale          | Finale          |
| Atleta           | Evento         | Risultato | Posizione | Risultato       | Posizione       | Risultato       | Posizione       |
| ---------------- | -------------- | --------- | --------- | --------------- | --------------- | --------------- | --------------- |
| Mario Burke      | 100 m piani    | 15"81     | 9º        | Non qualificato | Non qualificato | Non qualificato | Non qualificato |
| Jonathan Jones   | 400 m piani    | 45"04     | 2º Q      | 45"61 8         | 8º              | Non qualificato | Non qualificato |
| Shane Brathwaite | 110 m ostacoli | 13"64     | 6º        | Non qualificato | Non qualificato | Non qualificato | Non qualificato |

Femminile
Eventi su pista e strada
| Atleta          | Evento         | Batteria  | Batteria  | Semifinale      | Semifinale      | Finale          | Finale          |
| Atleta          | Evento         | Risultato | Posizione | Risultato       | Posizione       | Risultato       | Posizione       |
| --------------- | -------------- | --------- | --------- | --------------- | --------------- | --------------- | --------------- |
| Tristan Evelyn  | 100 m piani    | 11"42     | 6ª        | Non qualificata | Non qualificata | Non qualificata | Non qualificata |
| Sada Williams   | 400 m piani    | 51"36     | 3ª Q      | 50"11           | 3ª              | Non qualificata | Non qualificata |
| Tia-Adana Belle | 400 m ostacoli | 55"69     | 2ª Q      | 59"26           | 8ª              | Non qualificata | Non qualificata |

## Nuoto
Maschile
| Atleta      | Gara               | Batterie | Batterie | Semifinali      | Semifinali      | Finale          | Finale          |
| Atleta      | Gara               | Tempo    | Pos.     | Tempo           | Pos.            | Tempo           | Pos.            |
| ----------- | ------------------ | -------- | -------- | --------------- | --------------- | --------------- | --------------- |
| Alex Sobers | 200 m stile libero | 1'48"09  | 29º      | Non qualificato | Non qualificato | Non qualificato | Non qualificato |
| Alex Sobers | 400 m stile libero | 3'59"14  | 34º      | Non qualificato | Non qualificato | Non qualificato | Non qualificato |

Femminile
| Atleta         | Gara        | Batterie | Batterie | Semifinali      | Semifinali      | Finale          | Finale          |
| Atleta         | Gara        | Tempo    | Pos.     | Tempo           | Pos.            | Tempo           | Pos.            |
| -------------- | ----------- | -------- | -------- | --------------- | --------------- | --------------- | --------------- |
| Danielle Titus | 100 m dorso | 1'04"53  | 37ª      | Non qualificata | Non qualificata | Non qualificata | Non qualificata |